# Ernst-Barlach-Gemeinschaftsschule Wedel

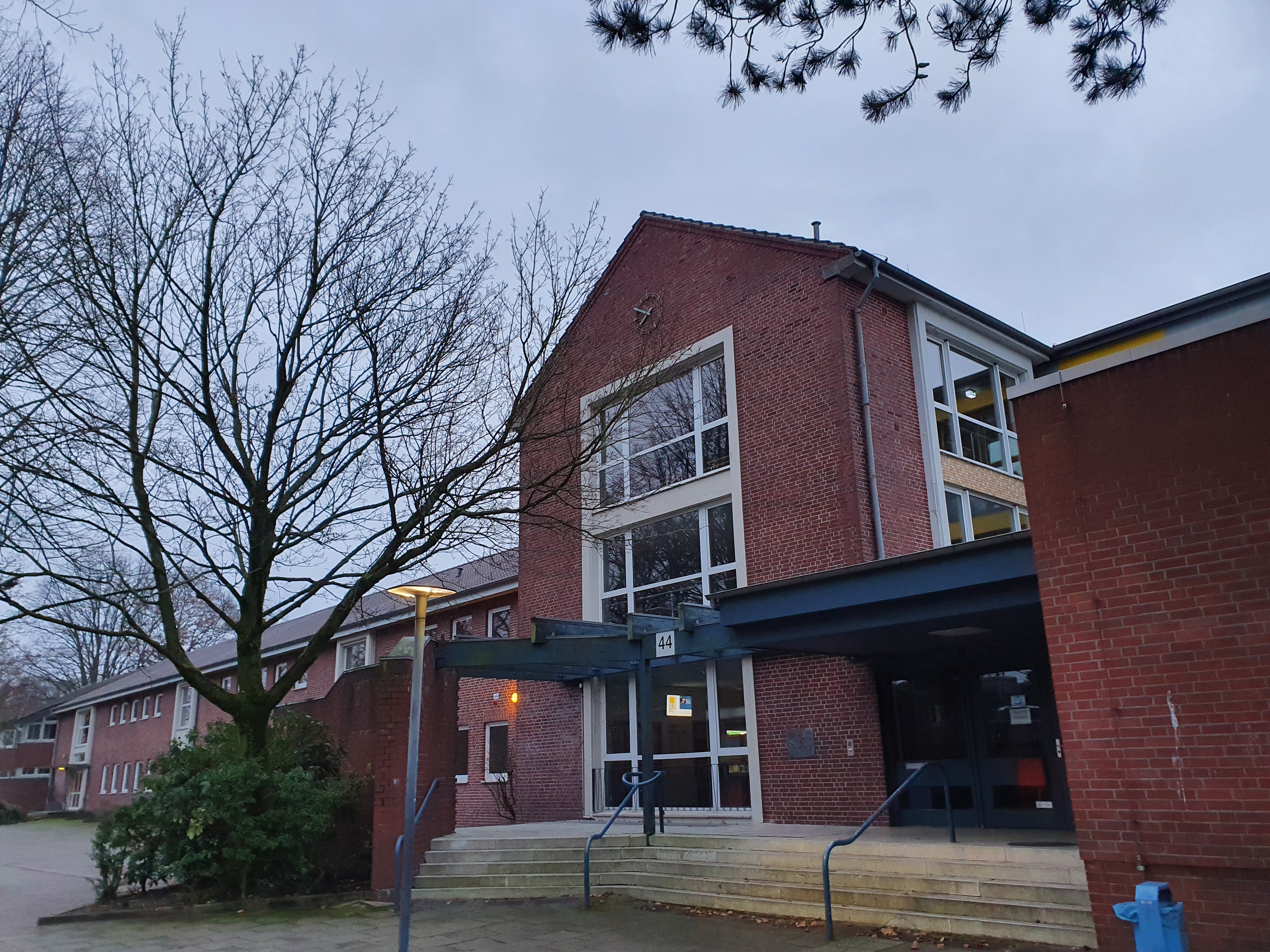
Ernst-Barlach-Schule Wedel Straßenansicht

Die Ernst-Barlach-Gemeinschaftsschule ist eine Gemeinschaftsschule ohne gymnasiale Oberstufe in Wedel (Schleswig-Holstein).  Es besteht eine Oberstufenkooperation mit der benachbarten Gebrüder-Humboldt-Schule. Im Schuljahr 2021/2022 zählte die Schule 559 Schüler, 544 davon in 26 regulären Klassen, 15 in der DaZ-Klasse.

## Schulprofil
An der Ernst-Barlach-Gemeinschaftsschule gelten die folgenden Organisationsprinzipien: Die Klassenverbände bleiben zusammen, der Unterricht wird nach dem Prinzip der Binnendifferenzierung erteilt, Förderunterricht wird zur Vertiefung und Verstärkung angeboten, ab Klasse 7 suchen sich die Schüler einen Schwerpunkt im Wahlpflichtbereich. Es werden alle Abschlüsse der Sekundarstufe I angeboten. Die Schüler werden auf einen Übergang in die berufliche Ausbildung oder eine gymnasiale Oberstufe vorbereitet. Die Schule ist als einzige weiterführende Schule in Wedel eine gebundene Ganztagsschule.

## Geschichte
Die Ernst-Barlach-Schule nahm im Sommer 2009 nach der Zusammenlegung der ehemaligen Realschule und der ehemaligen Hauptschule als Regionalschule der Stadt Wedel ihre Arbeit mit dem 5. Jahrgang auf.  Die Stadt Wedel beantragte im Jahr 2011 die Umwandlung der Regionalschule in eine Gemeinschaftsschule. Hintergrund war das Schulwahlverhalten der Wedeler Eltern.